# Николаева, Елена Сергеевна
Еле́на Серге́евна Никола́ева (род. 25 декабря 1985, Ташкент) — российская журналистка и телеведущая передачи «Утро России» на телеканале «Россия-1», работала на телеканалах «РБК-ТВ» и «Москва 24». Известна также как актриса и фотомодель.

## Биография
Родилась 25 декабря 1985 года в Ташкенте в семье математиков. Её дедушка был директором авиазавода, входящего в Ташкентское авиационное производственное объединение им. Чкалова, бабушка — конструктором на этом же предприятии. Есть брат.
В школьные годы училась в Ташкенте и Москве.
В 2009 году окончила Российский государственный университет нефти и газа им. И. М. Губкина по специальности «экономика и управление на нефтегазовом предприятии», курсы для инвесторов ИХ ФИНАМ, училась в Сингапуре: прошла бизнес-программу в Национальном университете Сингапура. Дополнительное образование по специальности «телеведущая» получила в Российском университете дружбы народов (2011—2012), полтора года училась в школе актёрского мастерства и режиссуры Московского театрального центра (МТЦ) при театре Р. Виктюка и «Польском театре в Москве», но театральное образование не завершила:

 Я поняла, что хочу большего, чем может себе позволить актриса. Хочу говорить от себя. Иметь свое мнение. Быть хозяйкой, автором собственных слов.
Ещё в студенческие годы продюсеров, режиссёров и клипмейкеров привлекли яркая внешность, обаяние и артистизм Николаевой, благодаря чему она стала активно сниматься в кино, клипах и рекламе.
Карьеру журналиста начала в 2009 году в отделе топливно-энергетического комплекса газеты «РБК Daily», где недолго была обозревателем газового рынка. Как тележурналистка дебютировала в 2010 году на телеканале «Эксперт», где полтора года работала новостным корреспондентом. Попутно публиковалась в Kommersant business guide, в яхтенном журнале «Капитан Клуб», сотрудничала с изданием «Благотворительность в России». В это же время получила дополнительное образование в РУДН по специальности «телеведущая».
Деловое телевидение — новый этап жизни журналистки. В 2012 году стала вести программу «Новый бизнес с Еленой Николаевой», где была автором, ведущей и шеф-редактором. В 2013 году после закрытия телеканала «Эксперт-ТВ» акционеры и главный редактор медиахолдинга «Эксперт» пригласили журналистку вести авторскую рубрику в журнале «Эксперт». Телеформат «Новый бизнес Еленой Николаевой» был адаптирован под журнальный. «Новый бизнес» выходит в каждом номере еженедельника. Несколько десятков публикаций по актуальным проблемам экономики, инноваций, телекоммуникаций, корпоративного бизнеса выявили аналитические способности Николаевой.
В 2013 году, когда новый владелец телеканала РБК-ТВ Михаил Прохоров серьёзно обновил эфирную команду и набрал молодых и эрудированных телеведущих, Николаева начала работать в прямом эфире спикером новостного блока.
В августе 2014 года телеведущую пригласили вести утренний эфир на телеканале «Москва 24», входящем в холдинг ВГТРК.
С 22 сентября 2014 по 15 февраля 2015 года — ведущая линейного эфира на телеканале «Москва 24».
С весны 2015 года — ведущая рубрики «Интервью с первыми лицами» в программе «Утро России» на государственном телеканале «Россия-1».
C лета 2015 года — основная ведущая программы «Утро России».
Снялась более чем в 40 рекламных клипах разных компаний, а также более чем в 10 кинофильмах и сериалах. Снималась в клипе «Идём на восток» группы «Ногу свело», принимала участие в съёмках для рекламы торговых марок «Coca-Cola», «Эколас», «McDonald’s», «Русская картошка», «Емельяшки», «Калинка-Стокманн», «Капелька Сорти», «Rambler», «Славинна», «Panasonic».
В 2006—2007 годах Николаева — лицо компании «Арбат Престиж».
В мае 2016 года была активной участницей Форсайт-флота корабль «Общество». В 2016 и 2018 гг. была ведущей Торжественной Церемонии вручения «Премии Рунета»
Будучи телеведущей, Елена Николаева не имеет дома телевизора, предпочитая смотреть кино и сериалы на компьютере.

## Награды и признание
- Первое место в конкурсе инновационной журналистики Tech in Media, 2015 год. Этап «Наука о жизни». Номинация «Лучшая публикация/серия публикаций в федеральном печатном издании». Елена Николаева — «Дешифровщики генного пазла», журнал «Эксперт»[10]
- Журналист года. Премия Четвёртого Всероссийского Конкурса журналистики «Основа Роста-2015»[11]
- Первое место в конкурсе инновационной журналистики Tech in Media, 2014 год
- Первое место в III Всероссийском конкурсе «Инновации в России глазами журналистов» 2013 в номинации «Лучший телевизионный сюжет или серия передач по теме инноваций» — «Новый бизнес с Еленой Николаевой»
- Первое место в номинации «Бизнес на экране» 2012 год (конкурс «Просто о сложном»)
- Победительница конкурса Союза журналистов РФ «Леди Журналист», 2011[1]
- Премия банка Уралсиб «Основа роста»: За лучшее освещение истории успеха малого и среднего бизнеса, 2016[12]

## Фильмография
| Год  |   | Название                                  | Роль                     |
| ---- | - | ----------------------------------------- | ------------------------ |
| 2003 | ф | 005                                       | Адвокат (1, 2 сезоны)    |
| 2005 | ф | Аэропорт                                  | Имя персонажа не указано |
| 2005 | с | Сыщики 4                                  | Имя персонажа не указано |
| 2006 | с | Счастливы вместе                          | Имя персонажа не указано |
| 2006 | ф | Турецкий кульбит                          | Имя персонажа не указано |
| 2006 | ф | 008                                       | Клуб (все сезоны)        |
| 2008 | ф | Холодное солнце (эпизод)                  | Имя персонажа не указано |
| 2009 | с | Барвиха (эпизод)                          | Имя персонажа не указано |
| 2009 | с | Воронины (Ксюша, соседка Лёни (35 серия)) | Имя персонажа не указано |
| 2010 | ф | Однажды в Бабен-Бабене                    | Имя персонажа не указано |
| 2010 | ф | Попытка Веры                              | Имя персонажа не указано |

## Публикации
- Николаева Е. С. Делай сегодня! Опыт 64 успешных российских стартапов. — М.: Олимп-Бизнес, 2017. — 288 с. — ISBN 978-5-9909052-3-8.

## Личная жизнь и увлечения
Её хобби — литература, театр, благотворительность, живопись, яхтинг, конный спорт, рыбалка, горные лыжи. Активный участник «Клуба волонтёров». Дебютантка VI и VII Венского бала в Москве (2008).